# Nattapong Promsen
Nattapong Promsen (thailändisch นัทธพงศ์ พรมเสน; * 30. Oktober 1998 in Chiangrai) ist ein thailändischer Fußballspieler.

## Karriere
Nattapong Promsen stand bis Ende 2016 bei Chiangrai United unter Vertrag. Der Verein aus Chiangrai spielte in der ersten Liga des Landes, der Thai Premier League. Sein einziges Erstligaspiel bestritt er am 29. November 2015. Hier kam er im Auswärtsspiel gegen Army United zum Einsatz. In der 90.+3 Minute wurde er für den Brasilianer Fernando Abreu eingewechselt. 2017 wechselte er zum Chiangrai City FC. Mit dem Verein, der ebenfalls in Chiangrai beheimatet ist, spielte er in der vierten Liga, der Thai League 4. Hier trat Chiangrai in der Norther Region an. Ende 2017 wurde er mit dem Verein Vizemeister der Region und stieg in die dritte Liga auf.